# Da kommst Du nie drauf!

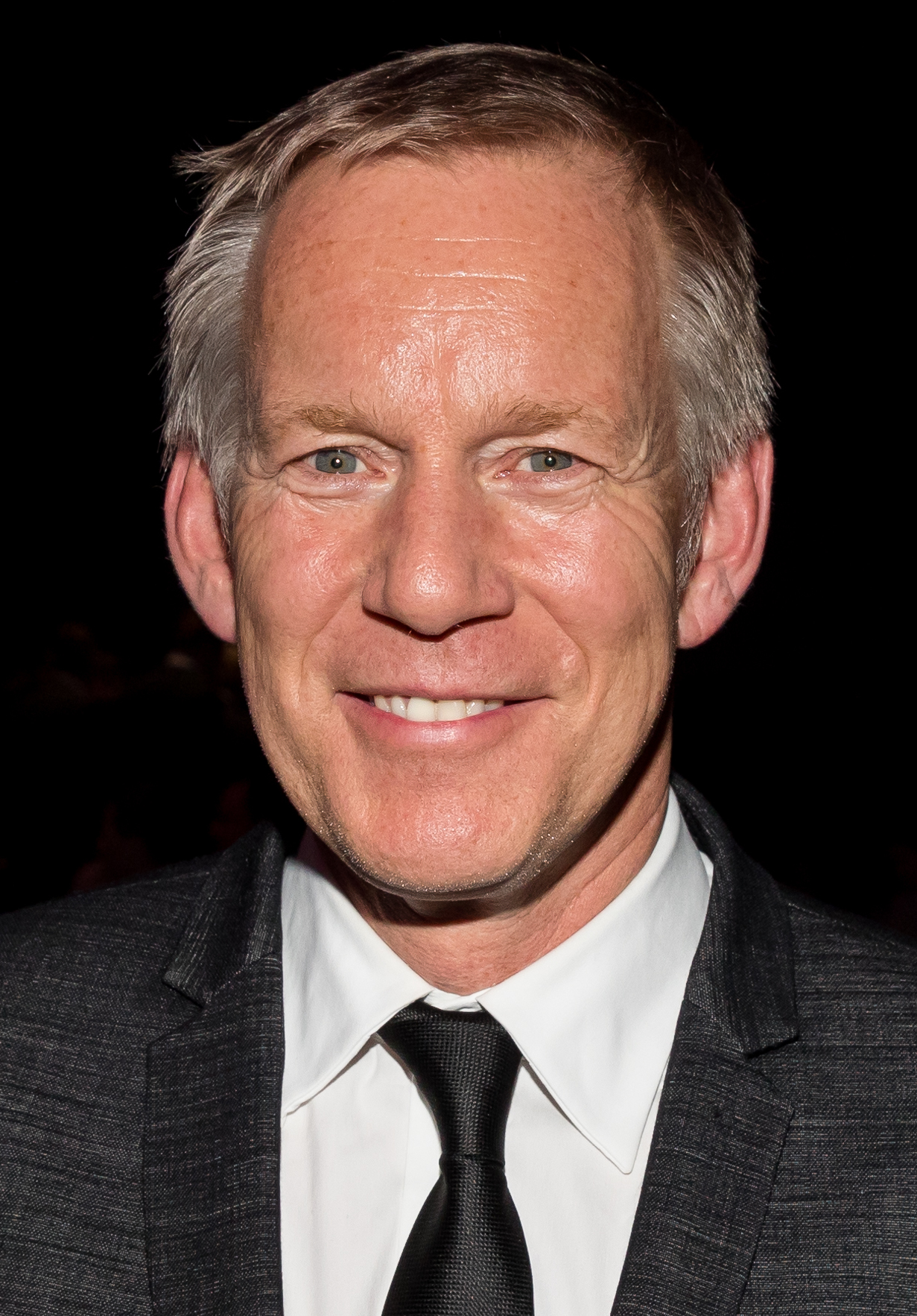
Moderator Johannes B. Kerner

Da kommst Du nie drauf! – Die große Show der schrägen Fragen war eine von Johannes B. Kerner moderierte Quizsendung des ZDF. Im April 2024 verkündete das ZDF, dass die Show nicht fortgeführt werde.

## Sendetermine
Ausstrahlungstermin der ersten Folge war der 1. Juni 2017 um 20:15 Uhr im ZDF. Die ersten fünf Folgen hatten einen Sendeplatz am Donnerstag, ab Folge 6 wurde der Mittwoch zum Sendetermin, mit Ausnahme der Sommerferienzeit 2019, während der die Folgen samstags im Vorabendprogramm ausgestrahlt wurden. Mit der 4. Staffel, die wegen der Coronavirus-Pandemie ohne Publikum aufgezeichnet wurde, kehrte man wieder auf den Sendeplatz am Samstagabend zurück.

## Spielablauf
In jeder Folge gibt es zwei Teams von Prominenten aus je drei Spielern. In acht Runden werden je zwei Fragen mit je drei Antwortmöglichkeiten gestellt, in jeder Runde erhöhen sich der mögliche Gewinn und die Schwierigkeit. Das Team, das am Ende mehr Geld auf dem Spielkonto hat, ist Sieger und erhält die Gewinnsumme für einen vorbestimmten karitativen Zweck ausbezahlt. Bei einem Unentschieden gewinnen beide Teams. In der Vorabend-Ausgabe werden nur fünf Runden gespielt.
| Frage | Gewinnstufe |
| ----- | ----------- |
| 1     | 1.000 Euro  |
| 2     | 2.000 Euro  |
| 3     | 3.000 Euro  |
| 4     | 4.000 Euro  |
| 5     | 5.000 Euro  |
| 6     | 6.000 Euro  |
| 7     | 7.000 Euro  |
| 8     | 10.000 Euro |

In einer Samstagabendshow gibt es vier Teams von Prominenten aus je drei Spielern. Es werden zwei Vorrunden und ein Finalrunde gespielt. In fünf Runden werden je zwei Fragen mit je drei Antwortmöglichkeiten gestellt, in jeder Runde erhöhen sich der mögliche Gewinn und die Schwierigkeit. Das Team, das am Ende der Vorrunden mehr Geld auf dem Spielkonto hat, ziehen ins Finale ein. Im Finale werden vier Runden ebenfalls je zwei Fragen mit je drei Antwortmöglichkeiten gestellt und in jeder Runde erhöhen sich der mögliche Gewinn und die Schwierigkeit. Das Team, das am Ende mehr Geld auf dem Spielkonto hat, ist Sieger und erhält die Gewinnsumme für einen vorbestimmten karitativen Zweck ausbezahlt. Bei einem Unentschieden gewinnen beide Teams.
| Frage      | Gewinnstufe |
| Vorrunde   | Vorrunde    |
| ---------- | ----------- |
| 1          | 1.000 Euro  |
| 2          | 2.000 Euro  |
| 3          | 3.000 Euro  |
| 4          | 4.000 Euro  |
| 5          | 5.000 Euro  |
| Finalrunde |             |
| 6          | 6.000 Euro  |
| 7          | 8.000 Euro  |
| 8          | 10.000 Euro |
| 9          | 15.000 Euro |

In einer Winterausgabe gibt es zwei Teams von Prominenten aus je drei Spielern. In zehn Runden werden je zwei Fragen mit je drei Antwortmöglichkeiten gestellt, in jeder Runde erhöhen sich der mögliche Gewinn und die Schwierigkeit. Das Team, das am Ende mehr Geld auf dem Spielkonto hat, ist Sieger und erhält die Gewinnsumme für einen vorbestimmten karitativen Zweck ausbezahlt. Bei einem Unentschieden gewinnen beide Teams.
| Frage | Gewinnstufe |
| ----- | ----------- |
| 1     | 1.000 Euro  |
| 2     | 2.000 Euro  |
| 3     | 3.000 Euro  |
| 4     | 4.000 Euro  |
| 5     | 5.000 Euro  |
| 6     | 6.000 Euro  |
| 7     | 7.000 Euro  |
| 8     | 8.000 Euro  |
| 9     | 9.000 Euro  |
| 10    | 10.000 Euro |

Seit Folge 23 gilt der folgende, leicht abgeänderte Gewinnbaum.
| Frage | Gewinnstufe |
| ----- | ----------- |
| 1     | 500 Euro    |
| 2     | 1.000 Euro  |
| 3     | 2.000 Euro  |
| 4     | 3.000 Euro  |
| 5     | 4.000 Euro  |
| 6     | 5.000 Euro  |
| 7     | 6.000 Euro  |
| 8     | 7.000 Euro  |
| 9     | 10.000 Euro |

Seit Folge 26 gilt der folgende Gewinnbaum. In Runde 3, 6 und 9 spielen jeweils einer aus jedem Team gegeneinander. Es werden drei Fragen gespielt. Wird die Frage alleine richtig beantwortet, bekommt das Team 1.000 Euro, wenn beide richtig antworten, bekommen sie jeweils 500 Euro.
| Frage | Gewinnstufe |
| ----- | ----------- |
| 1     | 1.000 Euro  |
| 2     | 2.000 Euro  |
| 3     | 3.000 Euro  |
| 4     | 4.000 Euro  |
| 5     | 5.000 Euro  |
| 6     | 3.000 Euro  |
| 7     | 7.000 Euro  |
| 8     | 8.000 Euro  |
| 9     | 3.000 Euro  |
| 10    | 10.000 Euro |

## Teilnehmer und Sieger
| *Team 1       | *Team 2             | Das Preisgeld in Höhe von 20.000 Euro wurde aufgeteilt: |
| Judith Rakers | Guido Cantz         | Guido Cantz für Bethanien Kinderdörfer                  |
| Mario Barth   | Mike Krüger         | Mike Krüger für Kinder-Hospiz Sternenbrücke             |
| Paul Panzer   | Suzanne von Borsody | Suzanne von Borsody für Hand in Hand for Africa         |

| *Team 1                    | *Team 2        | Das Preisgeld in Höhe von 24.000 Euro wurde aufgeteilt:    |
| Gloria von Thurn und Taxis | Joachim Llambi | Joachim Llambi für Eagles Charity Golf Club e. V.          |
| Natalia Wörner             | Jorge González | Jorge González für Stiftung RTL – Wir helfen Kindern e. V. |
| Ilka Bessin                | Kaya Yanar     | Kaya Yanar für Deutsches Kinderhilfswerk                   |

| *Team 1           | *Team 2             | Das Preisgeld in Höhe von 20.000 Euro wurde aufgeteilt: |
| Christian Tramitz | Anja Kling          | Anja Kling für Kindernothilfe                           |
| Michael Herbig    | Michael Mittermeier | Michael Mittermeier für Waisenhausprojekt in Kapstadt   |
| Rick Kavanian     | Sasha               | Sasha für Herzberatung in Hamburg                       |

| *Team 1          | *Team 2     | Das Preisgeld in Höhe von 20.000 Euro wurde aufgeteilt:            |
| Smudo            | Andy Borg   | Andy Borg für Patras-Hunde e. V. – Tierschutz in Griechenland      |
| Tim Mälzer       | Mike Krüger | Mike Krüger für Kinder-Hospiz Sternenbrücke                        |
| Wolfgang Kubicki | Mirja Boes  | Mirja Boes für AWA – Aktionsgemeinschaft Viersen-West-Afrika e. V. |

| *Team 1           | *Team 2            | Das Preisgeld in Höhe von 16.000 Euro wurde aufgeteilt:                                                                             |
| Annette Frier     | Bettina Zimmermann | Annette Frier und Cordula Stratmann für Rheinflanke – Jugendarbeit und Flüchtlingshilfe Bettina Zimmermann für UNO-Flüchtlingshilfe |
| Armin Rohde       | Kaya Yanar         | Armin Rohde für Deutscher Kinderverein e. V. Kaya Yanar für CADUS – Redefine Global Solidarity                                      |
| Cordula Stratmann | Torsten Sträter    | Torsten Sträter für Deutscher Depressionsliga e. V.                                                                                 |

| *Team 1        | *Team 2        | Das Preisgeld in Höhe von 21.500 Euro wurde aufgeteilt:     |
| Karl Dall      | Joachim Llambi | Karl Dall für Anker e. V. – Hilfe für traumatisierte Kinder |
| Linda Zervakis | Jorge González | Linda Zervakis für Bürgerstiftung Hamburg                   |
| Paul Panzer    | Motsi Mabuse   | Paul Panzer für Deutscher Kinderhospizverein e. V.          |

| *Team 1                 | *Team 2         | Das Preisgeld in Höhe von 21.000 Euro wurde aufgeteilt:                                                                                    |
| Chris Tall              | Judith Rakers   | Judith Rakers für Hinz&Kunzt – Gemeinnütziges Straßenmagazin Chris Tall für Magic Moments Kinderhilfswerk                                  |
| Eckart von Hirschhausen | Max Giermann    | Eckart von Hirschhausen für Humor hilft heilen Max Giermann für Angelman e. V.; Selbsthilfeverein von Eltern zu Eltern                     |
| Franziska van Almsick   | Michael Kessler | Franziska van Almsick für Franziska van Almsick Stiftung Schwimmunterricht für Kinder Michael Kessler für CVJM Wiesbaden-Schierstein e. V. |

| *Team 1            | *Team 2       | Das Preisgeld in Höhe von 26.000 Euro wurde aufgeteilt:                     |
| Alexander Herrmann | Jochen Busse  | Alexander Herrmann für Theater Pfütze Nürnberg; Theaterpädagogik für Kinder |
| Bernd Stelter      | Kai Wiesinger | Bernd Stelter für Stiftung "Unser Kinder – unsere Zukunft"                  |
| Oliver Pocher      | Olivia Jones  | Oliver Pocher für Sophie-Scholl-Schule in Wetterau, inklusive Grundschule   |

| *Team 1       | *Team 2             | Das Preisgeld in Höhe von 23.000 Euro wurde aufgeteilt:               |
| Bülent Ceylan | Axel Prahl          | Bülent Ceylan für Bülent Ceylan für Kinder Stiftung                   |
| Martin Rütter | Michael Mittermeier | Martin Rütter für GOFUS e. V.; Bolzplätze für Kinder und Jugendliche  |
| Vanessa Mai   | Stephanie Stumph    | Vanessa Mai für Sternetraum 2000 e. V.; Erfüllung von Herzenswünschen |

| *Team 1        | *Team 2                | Das Preisgeld in Höhe von 28.000 Euro wurde aufgeteilt: 1                                                    |
| Kaya Yanar     | Annette Frier          | Annette Frier für RheinFlanke gGmbH Kaya Yanar für CADUS e. V.                                               |
| Mike Krüger    | Christoph Maria Herbst | Christoph Maria Herbst für Kinder- und Jugendhospizstiftung Balthasar Mike Krüger für Stiftung Mittagskinder |
| Nora Tschirner | Max Giermann           | Max Giermann für The Ocean Cleanup Nora Tschirner für Förderverein Inner Wheel D 87                          |

| *Team 1         | *Team 2              | Das Preisgeld in Höhe von 18.500 Euro wurde aufgeteilt:                                                             |
| Bülent Ceylan   | Horst Lichter        | Horst Lichter für Stiftung Lichterzellen                                                                            |
| Judith Williams | Michael Kessler      | Michael Kessler für wir für pänz e. V.                                                                              |
| Wolfgang Stumph | Stefanie Stappenbeck | Stefanie Stappenbeck für KARUNA – Zukunft für Kinder und Jugendliche in Not e. V. & Plant-for-the-Planet Foundation |

| *Team 1          | *Team 2            | Das Preisgeld in Höhe von 26.000 Euro wurde aufgeteilt:                                     |
| Hans Sigl        | Bettina Zimmermann | Bettina Zimmermann für UNO-Flüchtlingshilfe                                                 |
| Olaf Schubert    | Ilka Bessin        | Ilka Bessin für Straßenkinder e. V.                                                         |
| Uwe Ochsenknecht | Ruth Moschner      | Ruth Moschner für von Meisterhand – Verein für Integration, Bildung und Kunsthandwerk e. V. |

| *Team 1            | *Team 2         | Das Preisgeld in Höhe von 21.000 Euro wurde aufgeteilt:           |
| Chris Tall         | Armin Rohde     | Armin Rohde für Hospiz St. Hildegard Bochum und Tierheim Bergheim |
| Johann Lafer       | Michael Kessler | Michael Kessler für Wir für Pänz e. V.                            |
| Minh-Khai Phan-Thi | Sonja Zietlow   | Sonja Zietlow für Beschützerinstinkte e. V.                       |

| *Team 1         | *Team 2        | Das Preisgeld in Höhe von 22.500 Euro wurde aufgeteilt:                |
| Anna Maria Mühe | Beatrice Egli  | Anna Maria Mühe für Sea-Watch e. V.                                    |
| Kostja Ullmann  | Joachim Llambi | Kostja Ullmann für ShareTheMeal – Schulmahlzeitenverteilung im Kongo   |
| Markus Krebs    | Mary Roos      | Markus Krebs für unsER Land e. V. – Realisation von sozialen Projekten |

| *Team 1       | *Team 2       | Das Preisgeld in Höhe von 19.500 Euro wurde aufgeteilt: |
| Martin Rütter | Anja Kling    | Martin Rütter für GOFUS e. V.                           |
| Oliver Pocher | Judith Rakers | Oliver Pocher für Sophie-Scholl-Schule Wetterau         |
| Pamela Reif   | Kaya Yanar    | Pamela Reif für The Ocean Cleanup                       |

| Vorrunde 1   | Vorrunde 1             | Vorrunde 2    | Vorrunde 2      | Finale       | Finale          | Das Preisgeld in Höhe von 37.000 Euro wurde aufgeteilt: |
| *Team 1      | *Team 2                | Team 1        | Team 2          | Team 1       | Team 2          | Das Preisgeld in Höhe von 37.000 Euro wurde aufgeteilt: |
| Henning Baum | Axel Milberg           | Olaf Schubert | Bülent Ceylan   | Henning Baum | Bülent Ceylan   | Bülent Ceylan für Bülent Ceylan für Kinder Stiftung     |
| Janine Kunze | Christoph Maria Herbst | Olivia Jones  | Leonard Lansink | Janine Kunze | Leonard Lansink | Leonard Lansink für Krebsberatungsstelle Münster        |
| Paul Panzer  | Eva Padberg            | Pamela Reif   | Sonja Zietlow   | Paul Panzer  | Sonja Zietlow   | Sonja Zietlow für Beschützerinstinkte e. V.             |

| *Team 1        | *Team 2           | Das Preisgeld in Höhe von 26.000 Euro wurde aufgeteilt: |
| Jan Hofer      | Giovanni Zarrella | Giovanni Zarrella für EISs auf Rädern (BVS Bayern)      |
| Laura Wontorra | Judith Rakers     | Judith Rakers für Hinz&Kunzt                            |
| Matze Knop     | Ross Antony       | Ross Antony für Look-Tierschutzverein Deutschland e. V. |

| *Team 1             | *Team 2                 | Das Preisgeld in Höhe von 20.500 Euro wurde aufgeteilt: |
| Hans Sigl           | Horst Lichter           | Hans Sigl für brotZeit e. V.                            |
| Carolin Kebekus     | Collien Ulmen-Fernandes | Carolin Kebekus für Civilfreet-support e. V.            |
| Wotan Wilke Möhring | Riccardo Simonetti      | Wotan Wilke Möhring für skate-aid International e. V.   |

| *Team 1       | *Team 2                 | Das Preisgeld in Höhe von 22.000 Euro wurde aufgeteilt: |
| Ilka Bessin   | Eckart von Hirschhausen | Eckart von Hirschhausen für Germanwatch                 |
| Jochen Busse  | Markus Krebs            | Markus Krebs für Tierschutz Team Europa e. V.           |
| Martin Rütter | Pamela Reif             | Pamela Reif für Bundesverband Kinderhospiz e. V.        |

| *Team 1                 | *Team 2        | Das Preisgeld in Höhe von 20.500 Euro wurde aufgeteilt:                                         |
| Eckart von Hirschhausen | Guido Cantz    | Guido Cantz für Porzer Bürgerstiftung                                                           |
| Ilka Bessin             | Laura Wontorra | Laura Wontorra für Hansestiftung Jörg Wontorra / VIVA CON AGUA                                  |
| Wotan Wilke Möhring     | Reiner Calmund | Reiner Calmund für Mutige Kinder e. V. und Stiftung Tapfere Kinder c/o Human Help Network e. V. |

| *Team 1              | *Team 2           | Das Preisgeld in Höhe von 22.000 Euro wurde aufgeteilt:                               |
| Désirée Nosbusch     | Atze Schröder     | Désirée Nosbusch für Ärzte ohne Grenzen e. V. (Griechenland)                          |
| Giovanni Zarrella    | Christian Sievers | Giovanni Zarrella für EISs auf Rädern (BVS Bayern)                                    |
| Jürgen von der Lippe | Judith Williams   | Jürgen von der Lippe für Hans-Rosenthal-Stiftung – schnelle Hilfe in akuter Not e. V. |

| *Team 1            | *Team 2           | Das Preisgeld in Höhe von 26.500 Euro wurde aufgeteilt:                                                    |
| Bettina Zimmermann | Armin Rohde       | Armin Rohde für Hospiz St. Hildegard, Tierschutzverein Bochum, Verein für Berliner Stadtmission – Kältebus |
| Chris Tall         | Cordula Stratmann | Cordula Stratmann für RheinFlake gGmbH                                                                     |
| Stefan Mross       | Edin Hasanović    | Edin Hasanović für Zeltschule e. V.                                                                        |

| *Team 1           | *Team 2             | Das Preisgeld in Höhe von 28.250 Euro wurde aufgeteilt:            |
| Andreas Ehrlich   | Michael Mittermeier | Michael Mittermeier für Positiv Leben e. V.                        |
| Beatrice Egli     | Petra Gerster       | Petra Gerster für DMSG Rheinland-Pfalz e. V.                       |
| Christian Ehrlich | Reiner Calmund      | Reiner Calmund für Mutige Kinder e. V. und Stiftung Tapfere Kinder |

| *Team 1           | *Team 2         | Das Preisgeld in Höhe von 19.000 Euro wurde aufgeteilt:    |
| Heiner Lauterbach | Dieter Nuhr     | Heiner Lauterbach für südSee Kinder- und Jugendhilfe e. V. |
| Sabine Heinrich   | Matthias Reim   | Sabine Heinrich für Kindernothilfe e. V.                   |
| Torsten Sträter   | Stefanie Hertel | Torsten Sträter für Junge Literaturvermittlung Köln e. V.  |

| *Team 1            | *Team 2       | Das Preisgeld in Höhe von 23.750 Euro wurde aufgeteilt:                                         |
| Harald Krassnitzer | Axel Prahl    | Axel Prahl für Internationaler Club der Schlitzohren e. V. / Stiftung Deutsche Depressionshilfe |
| Michael Kessler    | Martin Rütter | Martin Rütter für Toni Kroos Stiftung / Stiftung Deutsche Depressionshilfe                      |
| Nora Tschirner     | Tanja Wedhorn | Tanja Wedhorn für Vamost e. V.                                                                  |

| *Team 1                | *Team 2         | Das Preisgeld in Höhe von 23.000 Euro wurde gespendet:                                         |
| Janin Ullmann          | Leonard Lansink | Team Wilsberg spendet gemeinsam an: Themis Vertrauensstelle e. V. & Tumor-Netzwerk (TiM) e. V. |
| Christoph Maria Herbst | Patricia Meeden | Team Wilsberg spendet gemeinsam an: Themis Vertrauensstelle e. V. & Tumor-Netzwerk (TiM) e. V. |
| Laura Wontorra         | Oliver Korittke | Team Wilsberg spendet gemeinsam an: Themis Vertrauensstelle e. V. & Tumor-Netzwerk (TiM) e. V. |

| *Team 1       | *Team 2        | Das Preisgeld in Höhe von 46.000 Euro (beide Teams zusammen) wurde aufgeteilt:                                    |
| Carmen Nebel  | Axel Milberg   | Carmen Nebel für Förderverein für krebskranke Kinder e. V., Axel Milberg für Plan International Deutschland e. V. |
| Wigald Boning | Sophia Thiel   | Wigald Boning für Dravet-Syndrom e. V., Sophia Thiel für Deutschland Hilft e. V.                                  |
| Yared Dibaba  | Nora Tschirner | Yared Dibaba für Gesellschaft für bedrohte Völker e. V., Nora Tschirner für Deutsche DepressionsLiga e. V.        |

| *Team 1        | *Team 2            | Das Preisgeld in Höhe von 25.000 Euro wurde aufgeteilt:                                                    |
| Jörg Pilawa    | Anneke Kim Sarnau  | Anneke Kim Sarnau für InterEuropean Human Aid Association Germany e. V. & Aktionsbündnis Katastrophenhilfe |
| Oliver Wnuk    | Tahnee             | Tahnee für TARGET e. V. Ruediger Nehberg                                                                   |
| Joachim Llambi | Victoria Swarovski | Viktoria Swarovski für Ein Herz für Kinder                                                                 |

| *Team 1       | *Team 2              | Das Preisgeld in Höhe von 24.000 Euro wurde aufgeteilt: |
| Henry Maske   | Dunja Hayali         | Henry Maske für Henry Maske PLACE FOR KIDS Stiftung     |
| Sonja Zietlow | Andrea Sawatzki      | Sonja Zietlow für Beschützerinstinkte e. V.             |
| Tom Wlaschiha | Jürgen von der Lippe | Tom Wlaschiha für Weltlife e. V.                        |

| *Team 1       | *Team 2             | Das Preisgeld in Höhe von 26.000 Euro wurde aufgeteilt:   |
| Atze Schröder | Jörg Pilawa         | Jörg Pilawa für Kinderklinik Garmisch-Partenkirchen gGmbH |
| Anna Schudt   | Jeannine Michaelsen | Jeannine Michaelsen für Sea-Watch e. V.                   |
| Luca Hänni    | Andrea Kiewel       | Andrea Kiewel für WIZO-Gruppe Frankfurt e. V.             |

| *Team 1         | *Team 2                | Das Preisgeld in Höhe von 22.000 Euro wurde aufgeteilt: |
| Ruth Moschner   | Christoph Maria Herbst | Ruth Moschner für WEISSER RING                          |
| Mario Barth     | Anneke Kim Sarnau      | Mario Barth für Die Arche Kinderstiftung                |
| Simone Thomalla | Max Giesinger          | Simone Thomalla für LichtBlick Seniorenhilfe e. V.      |

| *Team 1      | *Team 2        | Das Preisgeld in Höhe von 22.000 Euro wurde aufgeteilt: |
| Andy Borg    | Marlene Lufen  | Marlene Lufen für Die Arche Kinderstiftung              |
| Amira Pocher | Oliver Pocher  | Oliver Pocher für Stiftung Baumhaus                     |
| Mark Keller  | Barbara Wussow | Barbara Wussow für Aktion Deutschland Hilft e. V.       |

| *Team 1            | *Team 2                | Das Preisgeld in Höhe von 26.000 Euro wurde aufgeteilt:        |
| Janin Ullmann      | Christoph Maria Herbst | Janin Ullmann für Evangelisches Frauenhaus Erfurt              |
| Riccardo Simonetti | Michael Herbig         | Riccardo Simonetti für Riccardo Simonetti Initiative e. V.     |
| Victoria Swarovski | Olaf Schubert          | Victoria Swarovski für Stiftung RTL – Wir helfen Kindern e. V. |

| *Team 1                  | *Team 2        | Das Preisgeld in Höhe von 25.500 Euro wurde aufgeteilt:               |
| Katrin Müller-Hohenstein | Joachim Llambi | Katrin Müller-Hohenstein für Deutscher Tierschutzbund e. V.           |
| Bülent Ceylan            | Mathias Mester | Bülent Ceylan für Stiftergemeinschaft der Sparkasse Rhein Neckar Nord |
| Patricia Kelly           | Motsi Mabuse   | Patricia Kelly für Blutkrebs Deutschland e. V.                        |

| *Team 1           | *Team 2         | Das Preisgeld in Höhe von 25.500 Euro wurde aufgeteilt: |
| Tommi Schmitt     | Simone Thomalla | Tommi Schmitt für Ärzte ohne Grenzen                    |
| Edin Hasanović    | Ilka Bessin     | Edin Hasanovic für Zeltschule e. V.                     |
| Katrin Bauerfeind | Till Reiners    | Katrin Bauerfeind für Ärzte ohne Grenzen                |

| *Team 1        | *Team 2        | Das Preisgeld in Höhe von 23.750 Euro wurde aufgeteilt: |
| Hartmut Engler | Alexandra Popp | Alexandra Popp für Kindernothilfe e. V.                 |
| Vanessa Mai    | Henry Maske    | Henry Maske für Henry Maske A Place for Kids Stiftung   |
| Smudo          | Almuth Schult  | Almuth Schult für alliative Care Team Lüchow Dannenberg |

| *Team 1            | *Team 2              | Das Preisgeld in Höhe von 24.250 Euro wurde aufgeteilt:                               |
| Jasna Fritzi Bauer | Wigald Boning        | Jasna Fritzi Bauer für "Die Arche" Kinderstiftung Christliches Kinder- und Jugendwerk |
| Wincent Weiss      | Susanne Daubner      | Wincent Weiss für Kindernothilfe e. V.                                                |
| Tahnee             | Bastian Bielendorfer | Tahnee für TARGET e. V. Ruediger Nehberg                                              |

| *Team 1       | *Team 2             | Das Preisgeld in Höhe von 27.000 Euro wurde aufgeteilt:       |
| Jochen Breyer | Sasha               | Jochen Breyer für Nicolalidis YoungWings Stiftung             |
| Lissy Ishag   | Anneke Kim Sarnau   | Lissy Ishag für Neven Subotic Stiftung & Tugce Albayrak e. V. |
| Bülent Ceylan | Michael Mittermeier | Bülent Ceylan für Bülent Ceylan für Kinder Stiftung           |

| *Team 1            | *Team 2         | Das Preisgeld in Höhe von 24.750 Euro wurde aufgeteilt:                |
| Alec Völkel        | Sonja Zietlow   | Alec Völkel für Sage Hospital e. V.                                    |
| Bettina Zimmermann | Sabine Heinrich | Bettina Zimmermann für brotZeit e. V. & Aktion Deutschland hilft e. V. |
| Sascha Vollmer     | Oliver Mommsen  | Sascha Vollmer für Sage Hospital e. V.                                 |

| *Team 1               | *Team 2             | Das Preisgeld in Höhe von 23.500 Euro wurde aufgeteilt:  |
| Katharina Wackernagel | Jeannine Michaelsen | Katharina Wackernagel für Zentrum für bewegte Kunst e.V. |
| Atze Schröder         | Mike Krüger         | Atze Schröder für Madamfo Ghana e.V.                     |
| Verona Pooth          | Victoria Swarovski  | Verona Pooth für Bild hilft e.V. – Ein Herz für Kinder   |

| gold | siegreiches Team                                |
| fett | höchste Gewinnsumme                             |
| rot  | in einer Samstagsabendshow ausgeschiedenes Team |

## Quoten

### Einschaltquoten
| Folge            | Datum            | Zuschauer        | Zuschauer        | Marktanteil      | Marktanteil      |
| Folge            | Datum            | Gesamt           | 14 bis 49 Jahre  | Gesamt           | 14 bis 49 Jahre  |
| Staffel 1 (2017) | Staffel 1 (2017) | Staffel 1 (2017) | Staffel 1 (2017) | Staffel 1 (2017) | Staffel 1 (2017) |
| ---------------- | ---------------- | ---------------- | ---------------- | ---------------- | ---------------- |
| 01               | 1. Juni 2017     | 3,56 Mio.        | 0,81 Mio.        | 14,0 %           | 6,1 %            |
| 02               | 20. Juli 2017    | 3,56 Mio.        | 0,71 Mio.        | 12,8 %           | 8,6 %            |
| 03               | 27. Juli 2017    | 3,95 Mio.        | 0,86 Mio.        | 14,3 %           | 8,8 %            |
| Staffel 2 (2018) |                  |                  |                  |                  |                  |
| 04               | 10. Mai 2018     | 3,39 Mio.        | 0,64 Mio.        | 11,2 %           | 7,1 %            |
| 05               | 5. Juli 2018     | 3,58 Mio.        | 0,63 Mio.        | 13,2 %           | 7,6 %            |
| 06               | 1. Aug. 2018     | 2,71 Mio.        | 0,89 Mio.        | 11,1 %           | 5,0 %            |
| 07               | 5. Sep. 2018     | 3,27 Mio.        | 0,45 Mio.        | 12,2 %           | 6,5 %            |
| 08               | 12. Sep. 2018    | 3,51 Mio.        | 0,50 Mio.        | 12,8 %           | 5,7 %            |
| 09               | 26. Sep. 2018    | 3,72 Mio.        | 0,55 Mio.        | 12,7 %           | 5,8 %            |
| Staffel 3 (2019) |                  |                  |                  |                  |                  |
| 010              | 17. Apr. 2019    | 3,13 Mio.        | 0,48 Mio.        | 11,1 %           | 5,9 %            |
| 011              | 1. Mai 2019      | 3,57 Mio.        | 0,76 Mio.        | 11,5 %           | 7,8 %            |
| 012              | 8. Mai 2019      | 3,78 Mio.        | 0,66 Mio.        | 12,8 %           | 7,5 %            |
| 013              | 21. Aug. 2019    | 3,21 Mio.        | 0,44 Mio.        | 11,9 %           | 5,7 %            |
| 014              | 11. Sep. 2019    | 3,68 Mio.        | 0,52 Mio.        | 13,3 %           | 6,1 %            |
| 015              | 25. Sep. 2019    | 3,61 Mio.        | 0,68 Mio.        | 12,7 %           | 7,8 %            |
| Staffel 4 (2020) |                  |                  |                  |                  |                  |
| 016              | 25. Apr. 2020    | 3,79 Mio.        | 0,60 Mio.        | 12,1 %           | 7,2 %            |
| 017              | 29. Apr. 2020    | 3,67 Mio.        | 0,53 Mio.        | 11,0 %           | 5,5 %            |
| 018              | 13. Mai 2020     | 3,98 Mio.        | 0,64 Mio.        | 12,7 %           | 7,2 %            |
| 019              | 24. Juni 2020    | 3,07 Mio.        | 0,43 Mio.        | 12,0 %           | 6,2 %            |
| 020              | 21. Okt. 2020    | 4,48 Mio.        | 0,62 Mio.        | 14,9 %           | 7,2 %            |
| 021              | 28. Okt. 2020    | 4,72 Mio.        | 0,68 Mio.        | 15,4 %           | 7,4 %            |
| 022              | 22. Dez. 2020    | 3,52 Mio.        | 0,51 Mio.        | 10,7 %           | 5,7 %            |
| Staffel 5 (2021) |                  |                  |                  |                  |                  |
| 023              | 7. Apr. 2021     | 3,73 Mio.        | 0,74 Mio.        | 12,0 %           | 5,4 %            |
| 024              | 14. Apr. 2021    | 3,90 Mio.        | 0,41 Mio.        | 12,5 %           | 4,9 %            |
| 025              | 28. Apr. 2021    | 3,79 Mio.        | 0,47 Mio.        | 12,4 %           | 6,0 %            |
| 026              | 6. Okt. 2021     | 3,21 Mio.        | 0,40 Mio.        | 12,1 %           | 6,3 %            |
| 027              | 27. Okt. 2021    | 3,41 Mio.        | 0,32 Mio.        | 12,3 %           | 4,7 %            |
| 028              | 3. Nov. 2021     | 3,70 Mio.        | 0,46 Mio.        | 13,1 %           | 6,5 %            |
| Staffel 6 (2022) |                  |                  |                  |                  |                  |
| 029              | 27. Apr. 2022    | 3,51 Mio.        | 0,34 Mio.        | 13,6 %           | 6,2 %            |
| 030              | 4. Mai 2022      | 3,26 Mio.        | 0,29 Mio.        | 12,7 %           | 4,8 %            |
| 031              | 8. Juni 2022     | 2,99 Mio.        | 0,39 Mio.        | 12,1 %           | 6,7 %            |
| 032              | 1. Sep. 2022     | 2,97 Mio.        | 0,27 Mio.        | 12,2 %           | 5,1 %            |
| 033              | 8. Sep. 2022     | 2,89 Mio.        | 0,42 Mio.        | 11,3 %           | 7,1 %            |
| 034              | 2. Nov. 2022     | 3,64 Mio.        | 0,37 Mio.        | 13,8 %           | 5,9 %            |
| Staffel 7 (2023) |                  |                  |                  |                  |                  |
| 035              | 15. März 2023    | 3,28 Mio.        | 0,34 Mio.        | 12,8 %           | 6,0 %            |
| 036              | 29. März 2023    | 3,01 Mio.        | 0,30 Mio.        | 11,6 %           | 5,1 %            |
| 037              | 19. Apr. 2023    | 2,83 Mio.        | 0,24 Mio.        | 11,1 %           | 4,1 %            |
| 038              | 19. Juli 2023    | 2,83 Mio.        | 0,24 Mio.        | 12,9 %           | 5,7 %            |
| 039              | 30. Aug. 2023    | 2,93 Mio.        | 0,35 Mio.        | 12,6 %           | 7,5 %            |
| 040              | 4. Okt. 2023     | 2,85 Mio.        | 0,31 Mio.        | 11,7 %           | 6,0 %            |

## Teilnehmer und Sieger (Vorabend-Ausgabe)
1. Staffel der Vorabend-Ausgabe (2019)
| Team 1         | Team 2      | Das Preisgeld in Höhe von 7.000 Euro wurde aufgeteilt: |
| Annette Frier  | Kaya Yanar  | Annette Frier für RheinFlanke gGmbH                    |
| Nora Tschirner | Mike Krüger | Nora Tschirner für Förderverein Inner Wheel D 87       |

| Team 1          | Team 2          | Das Preisgeld in Höhe von 9.500 Euro wurde aufgeteilt: |
| Judith Williams | Bülent Ceylan   | Bülent Ceylan für Bülent Ceylan für Kinder Stiftung    |
| Martin Rütter   | Wolfgang Stumph | Wolfgang Stumph für Dresdner Kinderhilfe e. V.         |

| Team 1             | Team 2      | Das Preisgeld in Höhe von 15.000 Euro wurde aufgeteilt:                                                       |
| Bettina Zimmermann | Jan Hofer   | Bettina Zimmermann für UNICEF (Stichwort Jemen) Jan Hofer für Kinderhospiz Mitteldeutschland Nordhausen e. V. |
| Hans Sigl          | Paul Panzer | Hans Sigl für Stiftung Schneekristalle Paul Panzer für Deutscher Kinderhospizverein e. V.                     |

| Team 1               | Team 2       | Das Preisgeld in Höhe von 9.500 Euro wurde aufgeteilt:                       |
| Francis Fulton-Smith | Markus Krebs | Francis Fulton-Smith für Deutsche Stiftung Kinderdermatologie & Besonderhaut |
| Marlene Lufen        | Mary Roos    | Marlene Lufen für „El Faro“ Opferschutz                                      |

| Team 1          | Team 2        | Das Preisgeld in Höhe von 7.500 Euro wurde aufgeteilt:                                                        |
| Chris Tall      | Armin Rohde   | Armin Rohde für Tierschutzverein Marl-Haltern e. V. und Tierschutzverein Bochum, Hattingen und Umgebung e. V. |
| Michael Kessler | Sonja Zietlow | Sonja Zietlow für Beschützerinstinkte e. V.                                                                   |

| Team 1        | Team 2        | Das Preisgeld in Höhe von 9.500 Euro wurde aufgeteilt:                      |
| Judith Rakers | Anja Kling    | Anja Kling für KiTZ Hopp-Kindertumorzentrum Universitätsklinikum Heidelberg |
| Nelson Müller | Oliver Pocher | Oliver Pocher für Sophie-Scholl-Schule Wetterau                             |